# Confederación de Libertad e Independencia
Confederación de Libertad e Independencia (Polaco: Konfederacja Wolność i Niepodległość) es un partido político polaco, que originalmente existió como una coalición entre el KORWiN y el Movimiento Nacional (RN). Se formó con el propósito de participar en las elecciones al Parlamento Europeo (como el comité electoral de la Confederación de KORWiN Braun Liroy Nacionalistas). La coalición se registró como un partido político federal en julio de 2019pese a que cada una de las partes que lo conforman conservan su individualidad
En las elecciones al Parlamento Europeo del 26 de mayo de 2019, la Confederación obtuvo un 4,55% (4.º lugar), lo que no le permitió alcanzar el umbral electoral.
En las elecciones parlamentarias del 13 de octubre de 2019, el partido ganó el 6,81% de los votos y envió a 11 diputados al Sejm. En el Senado no obtuvo escaños.
Para seleccionar un candidato para la elección presidencial, la confederación organizó las primeras primarias en Polonia. Nueve candidatos participaron en las primarias. El 18 de enero de 2020, en el congreso de electores que terminaron las primarias, Krzysztof Bosak fue elegido candidato de la Confederación, ganando la última votación contra Grzegorz Braun.

## Historia
Dos partidos políticos, KORWiN y Movimiento Nacional, anunciaron a finales de 2018 que habían decidido presentarse juntos a las próximas elecciones al Parlamento Europeo. A principios de 2019, la organización de Grzegorz Braun y el partido de Piotr Krzysztof Liroy-Marzec se unieron a la coalición. Kaja Godek, activista ultraconservadora, anunció su participación en la lista. La coalición se denominó "Coalición Pro-Polaca", aunque a finales de febrero de 2019 se cambió a "Konfederacja Korwin Braun Liroy Narodowcy". En marzo de 2019, se presentó una solicitud para registrar el partido con ese nombre, y la Federación de la República de Polonia pronto se unió a la alianza, incluidos algunos representantes. Su nombre fue cambiado nuevamente, esta vez a "Confederación". El Partido de los Conductores se unió a la coalición en abril y poco después eligió a Marek Jakubiak como presidente. La Confederación ocupó el cuarto lugar en las elecciones al Parlamento Europeo de 2019, ganando el 4,55 % del voto popular, aunque no alcanzó el umbral electoral. Después de la elección, Braun solicitó el registro de la Confederación de la Corona Polaca.

## Resultados electorales
|  | 6.81 % |

|  | 7.16 % |